# Curva feijão

A curva feijão

A curva feijão é uma curva plana de quarta ordem com a seguinte equação:
{\displaystyle x^{4}+x^{2}y^{2}+y^{4}=x(x^{2}+y^{2})\,}
Esta curva não deve ser confundida com outra também chamada de curva feijão ou curva oval torta, apesar de ambas pertencerem à família das curvas em forma de feijão.
A curva feijão é uma curva algébrica plana de gênero zero. Possui uma singularidade na origem, um ponto triplo comum — que denota multiplicidade —, uma invariante delta e uma ramificação de número, todos iguais a três.
Para cada curva algébrica plana, as singularidades são classificadas pela invariante de ligação correspondente, como na figura abaixo:

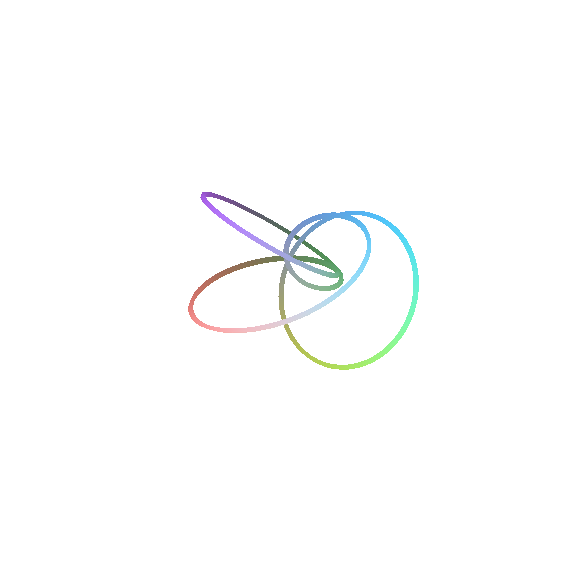
Ligação de singularidade da curva feijão